# بنکر
بنکر (انگلیسی: The Banker) یک نشریه انگلیسی زبان است که به صورت ماهانه خبرهای امور مالی بین‌المللی را منتشر می‌کند و متعلق به فایننشال تایمز می‌باشد. این مجله برای اولین بار در ژانویه سال ۱۹۲۶ توسط ویراستار اخبار مالی برندن براکن، که از سال ۱۹۴۵ تا ۱۹۵۸ رئیس فایننشال تایمز شد، منتشر شد.
این نشریه در 180 کشور توزیع شده و یکی از مراجع اطلاعاتی و تحلیلی برای صنعت بانک داری است. نشریهٔ یاد شده، دارای گزارش‌هایی در زمینه بازارهای مالی جهانی،مدیریت وجوه نقد و خدمات اوراق بهادار، مقررات و سیاست‌ها، تامین مالی کالاها، زیرساخت‌ها و تامین مالی پروژه محور، تجارت الکترونیک و فناوری، اتاق پایاپای و تسویه وجوه و مسایل مرتبط با مدیریت نظارت و راهبری می‌باشد.
مخاطبان اصلی نشریه بنکر، بانک‌ها، موسسات مالی، شرکت‌های چند منظوره، بانک‌های مرکزی و وزارتخانه‌ها در سراسر جهان هستند. می توان گفت که شصت درصد از خوانندگان نشریه را مدیران عامل، رؤسای شرکت‌ها، و مدیران ارشد مالی و خزانه‌داران سازمان‌ها تشکیل می‌دهند.

## ۱۰۰۰ بانک برتر جهان
بنکر سالانه بانک‌های جهان را رده‌بندی می‌کند.
زمان شرکت در رقابت به‌منظور دریافت جایزه مزبور از اواخر ماه می هر سال میلادی آغاز و تا ماه جولای ادامه می‌یابد. در این فرصت، تمامی بانک‌ها در سراسر جهان قادر خواهند بود اطلاعات خود را در قالب پرسشنامه از پیش طراحی شده توسط مجله بنکر در دو بخش مالی و غیرمالی، ارائه کنند. حضور در این رقابت برای همه بانک‌ها امکان‌پذیر است و شامل هیچ‌گونه‌ای هزینه‌ای نیست.
معیارهای مالی برای شناسایی بانک برتر سال شامل سود خالص، سرمایه اصلی، دارایی‌ها، نرخ بازده حقوق صاحبان سهام، نسبت هزینه به درآمد و نسبت تسهیلات غیرجاری است که به‌منظور بررسی روند رشد به‌صورت مقایسه‌ای در اختیار بنکر قرار درباره نبیل عساکره حردانی. معیار قضاوت در بخش غیرمالی عمدتاً توان دستیابی بانک به بازده موردانتظار سهامدار، مزیت‌های استراتژیک و پاسخگویی به نیاز بازار است. در این بخش بانک‌ها باید قادر باشند پاسخ‌های مناسبی را درخصوص نحوه برخورد با چالش‌های موجود در بازار همانند تغییرات اوضاع سیاسی، قوانین و مقررات و رشد اقتصادی پایین آن کشور ارائه کنند. علاوه‌بر این‌ها شرحی از موفقیت‌های قابل‌ملاحظه، محصولات و خدمات ارائه شده جدید و ایفای مسئولیت‌های اجتماعی و کانال‌های ارائه خدمات از سوی بانک‌های شرکت‌کننده در رقابت ارائه می‌شود. نتایج ارزیابی‌های بنکر براساس معیارهای پیش‌گفته در ماه دسامبر هر سال انجام و به بانک برتر در هر یک از کشورهای جهان جوایزی اعطا می‌شود. در مورد بانک‌های ایرانی، با توجه به تفاوت سال مالی با سایر بانک‌های جهان، طبعاً اطلاعات صورت‌های مالی حسابرسی شده دوره قبل به این منظور مورد استفاده قرار می‌گیرد.
در زیر ۱۰ بانک برتر جهان از لیست ۱۰۰۰ بانک برتر جهان در سال ۲۰۱۶ رتبه‌بندی شده است:
| رتبه | بانک                       | کشور                |
| ---- | -------------------------- | ------------------- |
| ۱    | بانک صنعتی و بازرگانی چین  | چین                 |
| ۲    | بانک سازندگی چین           | چین                 |
| ۳    | جی‌پی مورگان چیس            | ایالات متحده آمریکا |
| ۴    | بانک چین                   | چین                 |
| ۵    | بانک کشاورزی چین           | چین                 |
| ۶    | بنک آو آمریکا              | ایالات متحده آمریکا |
| ۷    | سیتی‌گروپ                   | ایالات متحده آمریکا |
| ۸    | ولز فارگو                  | ایالات متحده آمریکا |
| ۹    | اچ‌اس‌بی‌سی                   | بریتانیا            |
| ۱۰   | گروه مالی میتسوبیشی یواف‌جی | ژاپن                |

جدول زیر بانک‌های برتر جهان را که دارای رتبه اول از نظر سرمایه هستند از سال ۲۰۰۰ به بعد نشان می‌دهد:
| رتبه | بانک                      | کشور                |
| ---- | ------------------------- | ------------------- |
| ۲۰۱۶ | بانک صنعتی و بازرگانی چین | چین                 |
| ۲۰۱۵ | بانک صنعتی و بازرگانی چین | چین                 |
| ۲۰۱۴ | بانک صنعتی و بازرگانی چین | چین                 |
| ۲۰۱۳ | بانک صنعتی و بازرگانی چین | چین                 |
| ۲۰۱۲ | بنک آو آمریکا             | ایالات متحده آمریکا |
| ۲۰۱۱ | بنک آو آمریکا             | ایالات متحده آمریکا |
| ۲۰۱۰ | بنک آو آمریکا             | ایالات متحده آمریکا |
| ۲۰۰۹ | جی‌پی مورگان چیس           | ایالات متحده آمریکا |
| ۲۰۰۸ | اچ‌اس‌بی‌سی                  | بریتانیا            |
| ۲۰۰۷ | بنک آو آمریکا             | ایالات متحده آمریکا |
| ۲۰۰۶ | سیتی‌گروپ                  | ایالات متحده آمریکا |
| ۲۰۰۵ | سیتی‌گروپ                  | ایالات متحده آمریکا |
| ۲۰۰۴ | سیتی‌گروپ                  | ایالات متحده آمریکا |
| ۲۰۰۳ | سیتی‌گروپ                  | ایالات متحده آمریکا |
| ۲۰۰۲ | سیتی‌گروپ                  | ایالات متحده آمریکا |
| ۲۰۰۱ | سیتی‌گروپ                  | ایالات متحده آمریکا |
| ۲۰۰۰ | سیتی‌گروپ                  | ایالات متحده آمریکا |

## بانک‌های برتر ایران
در سال 2016 بانک پاسارگاد بهترین بانک ایرانی از نظر مجلۀ بنکر شناخته شد.
در سال 2017 و 2018 بانک آینده برای دو سال پی در پی به عنوان بهترین بانک ایرانی از نظر مجلهٔ بنکر شناخته شد. 